# 대구가톨릭대학교
대구가톨릭대학교(大邱가톨릭大學校, Daegu Catholic University)는 대한민국 경상북도 경산시 및 대구광역시 중구, 남구에 소재하고 있는 사립 대학이다. 1914년 사제양성을 위해 세워진 성 유스티노 신학교를 모태로 하고 있으며, 2014년에 개교 100주년을 맞이했다. 영문 약칭은 DCU이며, Daegu Catholic University의 축약영문이다. 원래 영문 명칭은 Catholic University of Daegu를 사용하였으나 2017년 4월에 영문명칭을 공식적으로 변경하였다.
일제 강점기에 강제 폐교된 성 유스티노 신학대학은 1982년 선목신학대학으로 개교하여 1984년 대구가톨릭대학으로 개칭하였다. 그리고 1994년에는 대구가톨릭대학과 1952년에 개교한 효성여자대학교가 하나로 합쳐져서 대구효성가톨릭대학교가 되었으며, 1996년부터 남녀공학이 시작되었다. 그리고 2000년, 대구효성가톨릭대학교가 대구가톨릭대학교로 개칭되어 오늘에 이르고 있다.
가톨릭이라는 명칭으로 가톨릭대학교의 분교로 오해하기도 하는데 부천시에 있는 가톨릭대학교하고는 관련없는 대학이다

## 연혁
- 1914. 5. 3 샤르즈뵈프 신부 성유스티노 신학교 교장 임명, 페셀신부 교수신부에 임명 - 학교 설립일
- 1914. 10. 1 성유스티노 신학교 신부들이 신학생들과 함께 생활을 시작. - 개교일
- 1931. 1. 1 대신학교와 소신학교가 독립됨
- 1945. 3. 19 일제강압에 의해 폐교
- 1952. 4. 10 효성여자초급대학 설립 인가
- 1952. 5. 15 효성여자초급대학 개교식(대구 남구 대명동 2435번지, 천주교 남산동교회 건물)
- 1953. 2. 18 효성여자대학(4년제)으로 승격
- 1956. 11. 21 효성여자대학 봉덕동 캠퍼스로 이전(대구 남구 봉덕동 1155번지)
- 1980. 10. 2 효성여자대학 종합대학으로 승격
- 1981. 12. 26 학교법인 선목학원 설립인가, 선목신학대학 설립인가
- 1982. 3. 1 선목신학대학 개교
- 1985. 3. 1 선목신학대학이 대구가톨릭대학으로 교명 변경
- 1987. 10. 20 효성여자대학교 하양캠퍼스로 이전 완료
- 1991. 6. 13 가톨릭병원을 부속병원으로 운영
- 1993. 2. 6 대구가톨릭대학이 대구가톨릭대학교로 교명 변경
- 1993. 9. 9 대구가톨릭대학교 의과대학 신축교사 준공 및 남산동 캠퍼스에서 대명동 캠퍼스로 이전
- 1994. 12. 30 재단법인 대구구 천주교회 유지재단 효성여자대학교와 학교법인 선목학원 대구가톨릭대학교가 학교법인 선목학원 대구효성가톨릭대학교로 통합
- 2000. 5. 9 대구효성가톨릭대학교가 대구가톨릭대학교로 교명 변경
- 2014. 5. 15 개교 100주년 기념미사 및 기념식 개최, 100주년 기념관 개관 및 기념광장 조성

## 캠퍼스
- 효성캠퍼스: 대학 본부 및 주요 단과대학(경북 경산시 하양읍)
- 유스티노캠퍼스: 신학대학(대구시 중구 남산동)
- 루가캠퍼스: 의과대학, 간호대학, 대학병원(대구시 남구 대명동)
- 감삼캠퍼스: 특수대학원, 평생교육원(대구시 달서구 감삼동)

## 개설 학과·전공
학부와 대학원 과정이 모두 개설되어 있다.

### 학부 과정
2021년 기준으로 13개 단과대학 12개학부 23개전공 63개 학과가 설치되어있다.

### 부설기관
- 의료기관: 대구가톨릭대학교병원, 대구가톨릭대학교 칠곡가톨릭병원
- 교육기관: 대구가톨릭대학교 사범대학 부속 무학중학교, 대구가톨릭대학교 사범대학 부속 무학고등학교, 부설유치원, 부설어린이집
- 기타기관: 안심사회복지관 등 사회복지시설 다수

## 지정 문화재
- 경산 대구 가톨릭대학교 스트로마톨라이트 - 천연기념물 제512호